# Let American Airlines 383
Let American Airlines 383 byl pravidelný let z mezinárodního letiště O'Hare na mezinárodní letiště v Miami provozovaný letadlem typu Boeing 767-300ER. Dne 28. října 2016 pří zrychlování ke vzletu došlo k selhání pravého motoru, které vedlo k požáru. Posádce letadla se podařilo přerušit vzlet a evakuovat všech 161 pasažérů. 21 lidí bylo při události zraněno.
Pravý motor utrpěl náhlé prasknutí disku 2. stupně pracujícího při vzletovém výkonu. Disk se rozdělil na dva kusy, z nichž menší prorazil palivovou nádrž křídla.

## Posádka
Kapitánem byl 61letý Anthony Paul Kochenash. S American Airlines létal od května 2001. Kochenash také sloužil u amerického námořnictva od roku 1976 do roku 1985 jako veterán íránsko-irácké války. Měl 17 400 letových hodin, včetně 4 000 hodin na Boeingu 767. Prvním důstojníkem byl 57letý David Travis Ditzel. Stejně jako kapitán pracoval také pro American Airlines od května 2001. Ditzel také sloužil u amerického námořnictva od roku 1980 do roku 1995 jako veterán války mezi Íránem a Irákem. Válka v Zálivu a válka v Bosně. Měl 22 000 letových hodin, z toho 1 600 na Boeingu 767.

## Vyšetřování nehody
Ve 14:30 bylo letu 383 uděleno povolení ke vzletu na dráze 28R. Letadlo zahájilo vzlet o minutu později. Ve 14:31:32 první důstojník oznámil rychlost letadla 200 km/h , avšak 11 sekund po tomto volání zaznamenal hlasový záznamník (CVR) v kokpitu hlasitý zvuk. Letoun se začal stáčet doprava a kapitán odmítl vzletět.
První důstojník zavolal rádiem do řídící věže: "Americká tři osmdesát tři zastavuje na ranveji." Řídící si již všiml poruchy motoru a zareagoval „roger Roger. Požár“ a informoval posádku o situaci. První důstojník se zeptal řídícího věže: "Vidíš nějaký kouř nebo oheň?" Kontrolor řekl: "Ano, z pravého křídla." První důstojník nařídil vyslat hasičské vozy k letadlu. Kapitán požádal o kontrolní seznam požáru motoru, pravý motor byl vypnut a jeho hasicí přístroj aktivován. Kapitán poté požádal o kontrolní seznam evakuace, během kterého letušky již zahájily evakuaci, přestože nebyl vydán příkaz (který není vyžadován). Po vypnutí levého motoru dal kapitán konečně povel k evakuaci a vyhlásil evakuační poplach. První nouzový východ (levý východ z okna) byl otevřen 8 až 12 sekund po zastavení letadla. Po dokončení evakuačního kontrolního seznamu se piloti následně evakuovali.
Pravá strana trupu utrpěla značné poškození ohněm. Pravé křídlo se zhroutilo asi v polovině své délky.